# Johann Jakob Gunzenhauser
Johann Jakob Gunzenhauser (* 28. April 1751 in Hedelfingen; † 18. Juli 1819 in Blaubeuren) war ein württembergischer Oberamtmann.

## Leben und Werk
Der Sohn eines Gastwirts (Ochsenwirt) begann seine berufliche Laufbahn als Gehilfe in Schreibereien. Von 1774 bis 1777 war er Universitätsregistrator, von 1777 bis 1780 studierte er in Tübingen. Danach arbeitete er als Kanzlei- und Hofgerichtsadvokat. Von 1794 bis 1807 übernahm er als Oberamtmann die Leitung des Oberamts Balingen und von 1807 bis 1810 des Oberamts Reutlingen. Ab 1810 war er Hospitaloberpfleger und Bürgermeister und von 1815 bis zu seinem Tod 1819 Stiftungsverwalter in Blaubeuren. 